# 共義語
論理学および言語学において、表現が共義的（syncategorematic）であるのは、その表現が指示対象を欠くが、にもかかわらずその表現を含むより大きな表現の指示対象に影響を与えうる場合を言う。共義的表現は、自義的（categorematic）表現と対比される。自義的表現とは、それ自身の指示対象をもつような表現のことである。
例えば、プラス記号を解釈する次の規則について考えてみよう。規則1は、共義的である。なぜならば、この規則はプラス記号を含む表現の解釈を与えてはいるが、プラス記号そのものの解釈を与えてはいないからである。他方、規則2はプラス記号そのものの解釈を与えている。それゆえ、この規則は自義的である。
1. 共義的：任意の数字「{\textstyle n}」および「{\textstyle m}」に対し、表現「{\textstyle n+m}」は「{\textstyle n}」と「{\textstyle m}」によって支持される数の和を指示する。
2. 自義的：プラス記号「{\textstyle +}」は、加法の演算を指示する。

共義性は、中世哲学における研究主題であった。共義的表現は命題を構成する役割をもつにもかかわらず、アリストテレスの範疇のいずれをも表しえない、という問題を解決したかったからである。中世の論理学者や文法家は、量化子や論理結合子は必然的に共義的であると考えた。現代の形式意味論の研究では、一般化量化子を指示する表現に対しては自義的定義を与えることができるということが示されている。しかし、共義性が自然言語において何らかの役割を果たしているのかどうかについては未だ未解明である。現代の論理学や数学では、自義的定義・共義的定義のいずれも広く用いられている。

## 古代および中世における理解
自義語・共義語の区別は、古代ギリシア文法において確立された。自己充足的に存在物を指示する語（名詞や形容詞など）は自義的と言われた。これに対し、それ自身を表さない語（前置詞や論理結合子など）は共義的とされた。プリスキアヌスはその著書『文法学教程』 において、共義語のことを「consignificantia」と訳している。スコラ学者はこの違いをそのまま残し、13世紀の論理学の復興後、学問上の主題となった。シャーウッドのウィリアムは、『Syncategoremata』という論文を書いた。その後、彼の弟子であるヒスパニアのペドロが、『Syncategoreumata』と題する同様の著作を発表した。

## 現代における理解
現代的な理解では、共義性は、ある種の形式的特徴として捉えられる。すなわち、表現の定義の仕方や表現の言語へ導入の仕方によって決定されるような形式的特徴として捉えられるのである。命題論理の標準的な意味論では、論理結合子は共義的に扱われる。{\textstyle \land }を例に取ろう。{\textstyle \land }の意味論的規則は以下の通りである。
{\displaystyle \|\phi \land \psi \|=1{\text{ iff }}\|\phi \|=\|\psi \|=1}
このように、{\textstyle \land }の意味は、{\textstyle \phi }と{\textstyle \psi }という二つの論理式の結合のなかで出現している場合に定義される。{\textstyle \land }は単体では意味を持たないのだ。だから{\textstyle \|\land \|}は定義されない。
もっとも、λ抽象を用いれば、同等の定義を自義的に与えることもできる。{\textstyle \land }の意味を{\textstyle (\lambda b.(\lambda v.b(v)(b)))}と定義するのだ。この関数は、ブール値（例えば、TRUEやFALSE。これらはそれぞれ{\textstyle (\lambda x.(\lambda y.x))}および{\textstyle (\lambda x.(\lambda y.y))}のように定義される）の順序対を引数として取るものである。これは、タイプ{\textstyle \langle \langle t,t\rangle ,t\rangle }の表現である。つまりこの表現の意味は、タイプ{\textstyle t}（真理値）の存在物の順序対からタイプ{\textstyle t}の存在物への二項関数だということになる。この定義のもとでは、{\textstyle \land }は非共義的ないし自義的である。ただし、この定義が形式的には{\textstyle \land }関数を定義するとしても、その定義にはλ抽象を用いることが必要であり、λそれ自体は共義的に導入されるため、単に問題を別のレベルの抽象へと棚上げしたにすぎないとも考えられる。